# Ammophila juncea
Ammophila juncea är en biart som beskrevs av Cresson 1865. Ammophila juncea ingår i släktet Ammophila och familjen grävsteklar. Inga underarter finns listade i Catalogue of Life.